# Typocerus confluens
Typocerus confluens là một loài bọ cánh cứng trong họ Cerambycidae.